# Vino de pitarra

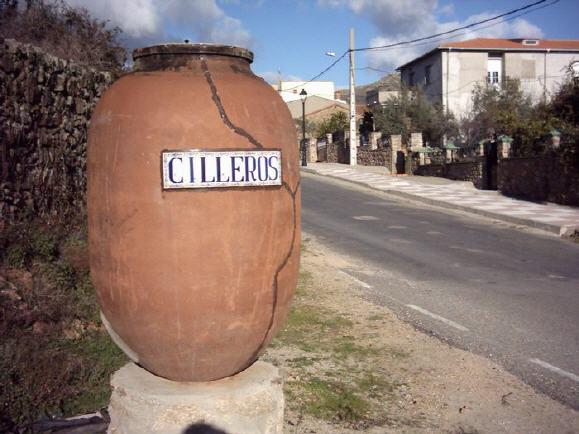
Una tinaja o pitarra da la bienvenida a Cilleros, localidad conocida por sus vinos de pitarra

Se conoce como pitarra (antiguamente tinaja pequeña de barro) al vino elaborado desde época prerromana en las bodegas familiares de distintas zonas de Extremadura y zonas colindantes de Castilla-La Mancha, Castilla y León, Andalucía y Madrid.

## Características
Elaborado de forma artesanal, este vino suele tener graduaciones alcohólicas superiores a la media. Estos vinos eran normalmente guardados en tinajas de barro de pequeña o mediana capacidad, tornando después al almacenamiento a gran escala en conos de barro. Actualmente se elabora vinos de esta categoría por toda Extremadura. Toda la región está bajo la  Indicación Geográfica Protegida (IG) de vinos de la tierra, destacando Las Villuercas (con el famoso vino de Cañamero), Tierra de Barros, Valle del Alagón, Sierra de Montánchez, Sierra de Gata. También se produce vino de pitarra en zonas colindantes de las provincias de Toledo, Ávila y Córdoba. Este vino tiene afinidades con el vino de talha de Portugal (Alentejo).

## Variedades

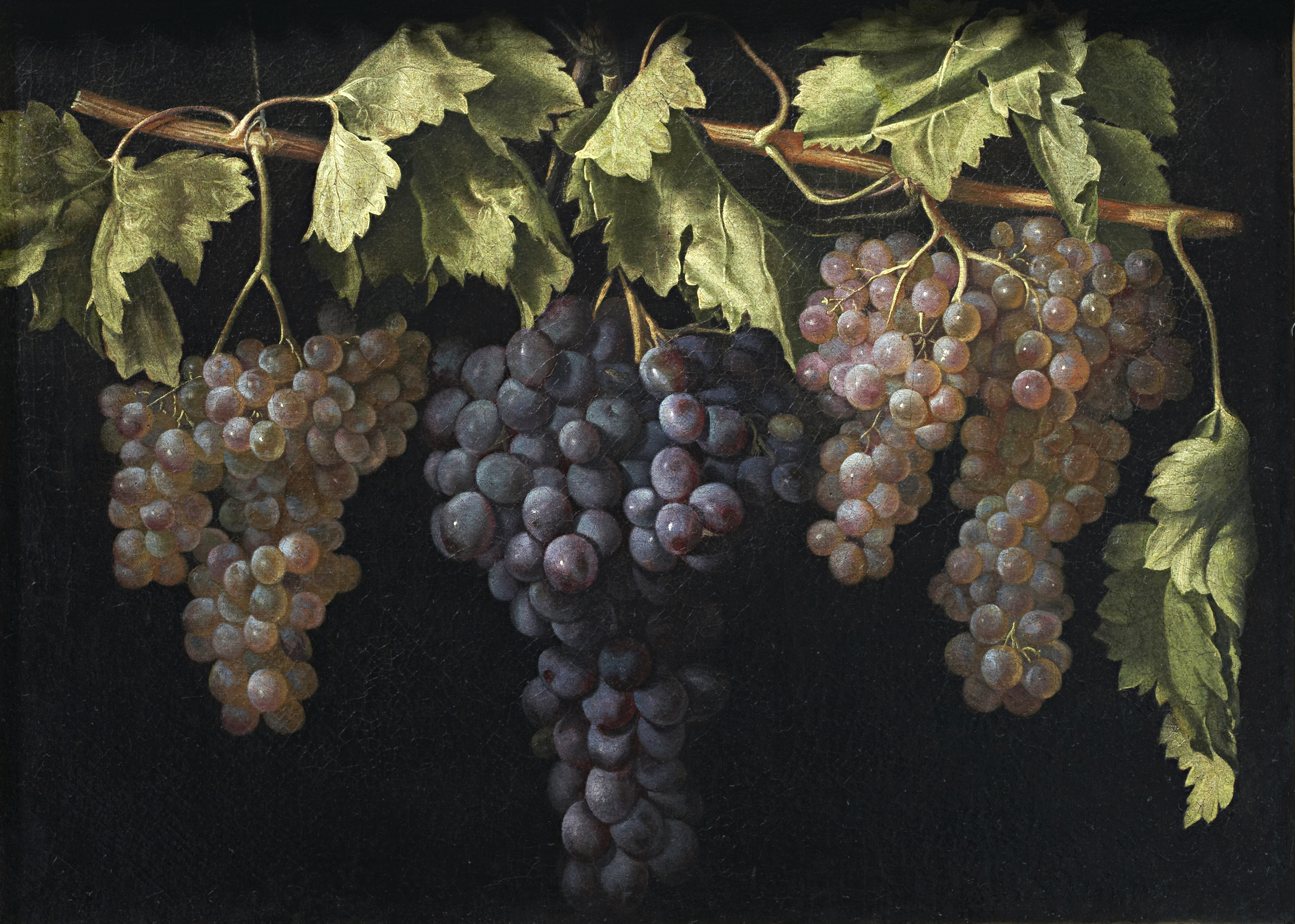
Cuatro racimos de uvas.
Óleo del pintor barroco extremeño Juan Fernández el Labrador.
Museo del Prado, Madrid

Las castas que se utilizan para su elaboración son las blancas alarije, pardina, cayetana, macabeo, borba y pedro ximénez y las tintas bobal, garnacha y cencibel (tempranillo). La pitarra tradicional blanca es, con diferencia, la más extendida. También se elabora una pitarra rosada y otra tinta de escasa capa.
Las nuevas generaciones han modernizado la elaboración artesanal del vino, añadiendo nuevas variedades, tales como chardonnay o cabernet sauvignon.
Las circunstancias del proceso artesanal en el que se lleva a cabo la fermentación condicionan un resultado final (sabor, graduación o buqué) que puede variar mucho de una cosecha a otra y de una bodega a otra.

## Elaboración
Es un vino fundamentalmente artesanal, por lo que la uva se moltura a la antigua usanza; en la mayoría de los casos, las estrujadoras, despalilladoras y prensas son manuales. 

Dependiendo de la graduación de la uva, la fermentación suele durar entre quince y veinte días.
Al ser envases abiertos y no excesivamente grandes, se utiliza el sistema de mecer el vino o bazuquearlo que consiste en, normalmente una dos veces al día, empujar hacia abajo las uvas estrujadas que están cociendo y van subiendo hasta la superficie con un mecedor o bazuqueador (palos de madera con diferentes formas). Este proceso se deberá repetir hasta que el vino esté hecho. 
En este momento la madre o casca (hollejos, pepitas y residuos sólidos que quedan tras el prensado) se habrá depositado en el fondo de la tinaja. Esto indicará que el vino ha terminado su proceso de cocción. Después de fermentar se trasvasa el mosto a otras tinajas vacías o a garrafas de cristal de una arroba de cabida. Al sacar la madre de las tinajas se hace el prensado. Finalmente, coincidiendo con los días de más frío de diciembre y enero se hace el trasiego definitivo.
Si bien la crianza del vino tinto se realizaba en las tinajas/pitarras de barro características, actualmente no es raro encontrarse en los sótanos de las viviendas familiares barricas de roble y botellas de espumoso en rima, esperando pacientes su degüelle para acompañar los momentos felices del hogar.

## Comercialización
Los vinos de pitarra son fundamentalmente vinos familiares. La elaboración no suele superar los mil litros de cosecha anual.
Su consumo se limita al ámbito privado de los elaboradores. Son los propios elaboradores/consumidores los que cuidan que la calidad del producto sea excepcional, recogiendo y seleccionando las uvas de notable calidad y velando para que la adición de productos químicos sea muy limitada.
En el norte de la provincia de Cáceres, no obstante, hay pequeñas bodegas de mayor capacidad y producción que comercializan el vino a nivel comarcal.
En el sur de Extremadura, prima la elaboración industrial del vino, en grandes bodegas y cooperativas, siendo los pitarreros, los que elaboran el vino exclusivamente de forma artesanal y para consumo privado.

## Concursos
Otra característica de estos vinos, son los concursos que se celebran en distintas poblaciones de Extremadura, entre los elaboradores artesanales locales o comarcales.
Destacan en la provincia de Cáceres, el Concurso de la Vera, en Talaveruela y el de Serradilla. En la provincia de Badajoz, se celebran en Los Santos de Maimona, Don Benito, Esparragalejo, Ribera del Fresno, Santa Marta ,Talarrubias.
En la provincia de Toledo, en La Calzada de Oropesa.

## Otros enlaces de interés
- Indicación Geográfica Protegida de vinos de la Tierra de Extremadura
- Significado de la indicación geográfica española de vinos de la tierra
- Denominación de origen Ribera del Guadiana.

## «Pitarra»: otros significados
De una manera general, en lengua española, la pitarra es también cualquier vino de elaboración casera. En el País Vasco  la pitarra es también la sidra obtenida de un segundo prensado del orujo después de macerarlo durante doce horas en un tercio de su peso de agua.